# Louise Poitelon du Tarde
Louise Poitelon du Tarde, vicomtesse de Lezay-Marnésia (1825-1891), est une aristocrate, dame du palais de l'impératrice Eugénie.  

## Biographie

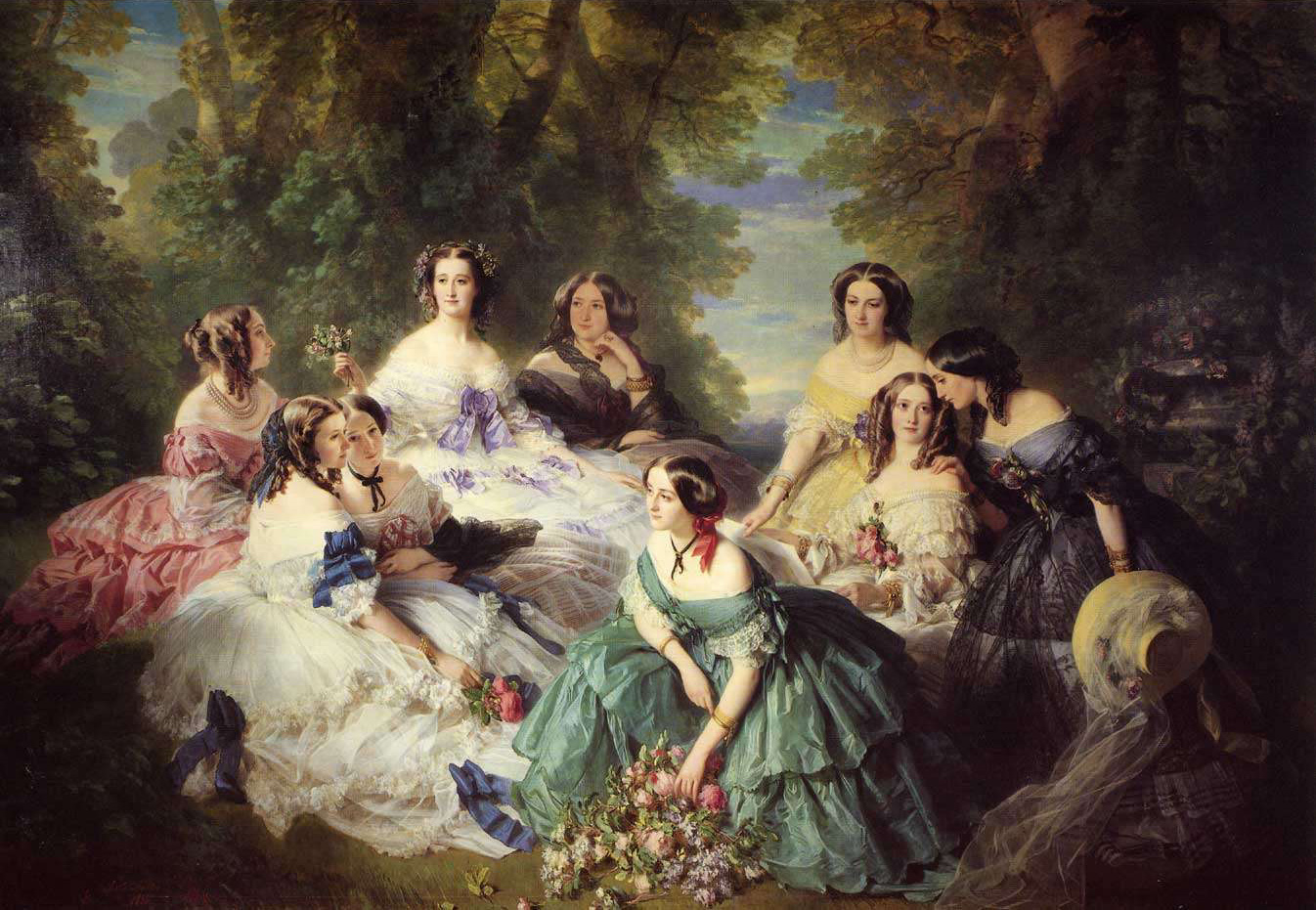
L'Impératrice Eugénie entourée de ses dames d'honneur, Franz Xaver Winterhalter, 1855.

Elle est la fille de Louis-Gabriel Poitelon du Tarde, maire de Mareuil et propriétaire du domaine de Château-la-Vallière et Vaujours, et de Louise-Anne Vétillart du Ribert. Elle épouse Joseph-Antoine-Albert de Lezay-Marnésia, fils d'Albert-Magdelaine-Claude de Lezay-Marnésia, en 1845. 
En 1853, elle intègre la nouvelle cour de l'impératrice qui se composait d'une Grande-Maîtresse, d'une dame d'honneur, ainsi que de six (plus tard douze) dames du palais qui alternaient chacune une semaine de service, et dont la plupart ont été choisies par l'impératrice avant son mariage. La même année, son époux est nommé chambellan de l'impératrice  et la sert jusqu'en 1869 . 
Elle demande sa retraite en 1864 pour des raisons de santé, mais reste dame du palais surnuméraire . Elle est alors décrite comme étant invalide . Sa place est donnée à Amélie Carette. 
Louise Poitelon du Tarde est une des dames d'honneur représentées avec l'impératrice Eugénie dans le célèbre tableau de Franz Xaver Winterhalter de 1855.